# Стародуб Андрій Вікторович
Андрі́й Ві́кторович Староду́б (нар. 11 лютого 1984 — пом. 22 січня 2015) — старший солдат Збройних сил України, учасник російсько-української війни.

## Життєпис
Закінчив НВК-ліцей № 10 міста Марганця; працював на шахті № 8 Марганецького ГЗК.
У березні 2014-го добровольцем пішов до військкомату серед перших. Старший солдат 25-ї Дніпропетровської окремої аеромобільної бригади, гранатометник.
У серпні 2014-го поранений, лікувався в 4 госпіталях. На Різдво побував удома в короткотерміновій відпустці. Загинув 22 січня 2015-го в бою поблизу міста Авдіївки. Тоді ж полягли старший сержант Олександр Чумаченко, молодший сержант Микола Закарлюка, старші солдати Олексій Жадан, Микола Кучер, солдати Андрій Ткач й Олександр Черніков.
Залишились дружина Олександра та двоє маленьких дітей — 2005 й 2011 р.н.
Похований у місті Марганець.

## Нагороди та вшанування
- Указом Президента України № 436/2015 від 17 липня 2015 року, «за особисту мужність і високий професіоналізм, виявлені у захисті державного суверенітету та територіальної цілісності України, вірність військовій присязі», нагороджений орденом «За мужність» III ступеня (посмертно)[1].
- 15 вересня 2016 року в марганецькому НВК-ліцеї № 10 відкрита меморіальна дошка честі випускника Андрія Стародуба[2].
- Вшановується в меморіальному комплексі «Зала пам'яті», в щоденному ранковому церемоніалі 22 січня[3][4].